# Ибрахим ан-Наззам
Абу́ Исха́к Ибра́хим ибн Сийя́р ан-Назза́м (араб. إبراهيم النظّام‎; ок. 760/765, Балх — ок. 835/846, Багдад) — арабо-мусульманский философ, представитель мутазилитской школы калама. Основатель исламского движения наззамийя.

## Биография
Его полное имя: Абу Исхак Ибрахим ибн Сийяр ибн Хани ан-Наззам аль-Басри. Родился в Балхе, учился в Басре, работал и умер в Багдаде. По некоторым сведениям, учился у знаменитого филолога аль-Фарахиди и мутазилитского богослова аль-Алла̄фа. Обладал широкими знаниями в области литературы, теологии, античной философии и т. д.. Обладал исключительной памятью (знал наизусть Коран, Тору, Евангелие и Псалтирь) и блестящим полемическим даром. Проводил естественнонаучные эксперименты и "предпочитал опыты над собаками и петухами молитве и чтению Корана. Среди его учеников был Амр аль-Джахиз.
Сочинения ан-Наззама не сохранились, о его философских воззрениях известно главным образом по трудам тех, кто с ним полемизировал.

## Богословские взгляды
В области теологии придерживался общих для мутазилитской философии установок. Критически относился к хадисам-преданиям о жизни пророка Мухаммеда (особенно к рассказам о его чудотворениях). Отрицал представление о стилистическом превосходстве Корана, его словесной неподражаемости. Объяснял «чудесность» (иджаз) Корана тем, что в период пророческого служения Мухаммада Аллах лишил людей способности создать что-либо подобное. Известно его учение о господстве в мире естественной причинности, о «природе» (таб) вещей, которую Аллах не может нарушать.
Для его онтологии и натурфилософии характерны следующие положения:
- актуальная делимость тел до бесконечности (антиатомизм);
- взаимопроникновение (мудахала) тел;
- дискретный характер движения[8];
- сотворение всех вещей как о единовременном акте (джумлатан) и их «латентное предсуществовании» (камун)[5];
- безначальность мира;
- материальность души и её распространение по всему организму[6].

Исламские богословы обвиняли ан-Наззама в безрассудстве и невежестве. Так ханафитский факих Абу Бакр ар-Рази аль-Джассас пишет о методах Ибрахима ан-Наззама:

Пока не появились люди, несведущие в фикхе и его основах. У них не было знания о методе предшественников, а также они не остерегались проявления невежества и пристрастия, вследствие чего вошли в противоречие со сподвижниками и теми, кто последовал за ними. Первым, кто отверг применение кияса и иджтихада относительно вновь возникающих вопросов, был Ибрахим ан-Наззам. Ввиду своего безрассудства и невежества он обвинил сподвижников в том, что они применяли кияс, и сказал о них то, что противоречит тому, какими их описал Всевышний и Его хвале в их адрес.

Позже тезисы ан-Наззама переняли некоторые теологи Багдада, воздержавшись при этом от упрека предшественников. Но во избежание обвинения в адрес сподвижников они отвергли очевидные вещи в своих высказываниях относительно иджтихада и кияса. Так, с их точки зрения, сподвижники применяли суждение относительно новых вопросов с целью посредничества и примирения, а не с целью установления предписаний. Так эти лица приукрасили свои воззрения и избегли заблуждения ан-Наззама, обвинившего предшественников.— Абу Бакр ар-Рази аль-аль-Джассас, «аль-Фусуль фи аль-усуль»